# Brommösund
Brommösund är en bebyggelse på Torsösidan av sundet mellan öarna Torsö och Brommö i Vänern i Mariestads kommun. Sedan 2020 avgränsar SCB här en småort.